# Середенко Олександр Анатолійович
Олександр Середенко (11 жовтня 1961, Херсон, УРСР, СРСР) — радянський футболіст, нападник, півзахисник.

## Ігрова кар'єра
Вихованець херсонського ДЮСШ, перші тренери — В. Кравченко та Є. Кузовников. Більшу частину своєї ігрової кар'єри присвятив херсонському клубу «Кристал», де дебютував 1978 року. Входить до десятки гравців «Кристалу» за кількістю проведених матчів за клуб (203) та в п'ятірку за кількістю забитих голів за клуб (39).

Окрім рідного клубу виступав також за СКА Одеса, Арсенал (Тула) та Динамо (Гагра). Саме тульський клуб стає для Олександра фатальним — спочатку він підіймається на вершини популярності (завдяки своєму переможному голові в 1/64 фіналу кубку РСФСР у ворота «Спартака» (Орел) 15 квітня 1990 року), але потім в матчі проти «Прапору» (Арзамас) отримує страшну травму, яка буквально ставить крапку в його подальшій футбольній кар'єрі. Футболіста виносили з поля на носилках, на лікування пішло півроку. По поверненні Середенко так й не зміг набрати колишньої форми, що повело за собою зміну клубу.
Статистика гравця
| Сезон | Клуб             | Матчі | Голи |
| ----- | ---------------- | ----- | ---- |
| 1978  | Кристал (Херсон) | 19    | 0    |
| 1979  | Кристал (Херсон) | 28    | 1    |
| 1981  | Кристал (Херсон) | 41    | 14   |
| 1982  | СКА Одеса        | 12    | 0    |
| 1983  | СКА Одеса        | 47    | 4    |
| 1984  | Кристал (Херсон) | 33    | 5    |
| 1985  | Кристал (Херсон) | 38    | 10   |
| 1986  | Кристал (Херсон) | 31    | 7    |
| 1987  | Кристал (Херсон) | 9     | 2    |
| 1988  | Кристал (Херсон) | 5     | 0    |
| 1990  | Арсенал (Тула)   | 16    | 1    |
| 1991  | Динамо (Гагра)   | 27    | 5    |